# Anna van Bretagne
Anna van Bretagne  (Nantes, 25 januari 1477 — Blois, 9 januari 1514) was hertogin van Bretagne vanaf 1488 tot aan haar dood. Door haar huwelijk met Maximiliaan I van Oostenrijk (de latere keizer Maximiliaan I) van 1490 tot 1491 was ze aartshertogin van Oostenrijk en koningin van het Heilige Roomse Rijk. Vervolgens was zij, van 1491 tot 1498, koningin van Frankrijk en koningin in rechte van Sicilië en Jeruzalem door haar huwelijk met koning Karel VIII en later opnieuw koningin van Frankrijk en hertogin van Milaan door haar huwelijk met Lodewijk XII van Frankrijk. 

## Opvoeding
Zij was de oudste dochter van Frans II van Montfort, hertog van Bretagne (1435-1488), en Margaretha van Foix (1458-1486) en werd geboren op het hertogelijk kasteel in Nantes.
Als oudste dochter en erfgename van haar vader – de Salische Wet werd in Bretagne immers niet toegepast – kreeg Anna een opvoeding die haar in staat moest stellen haar toekomstige taak als hertogin op zich te nemen. Over de details van haar opvoeding is weinig geweten, sommigen zeggen dat zij Latijn en Grieks beheerste en notie had van het Hebreeuws, terwijl anderen zeggen dat ze Frans leerde lezen en schrijven en noties had van Latijn. Haar gouvernante was Françoise de Dinan, dame van Châteaubriant en Laval. Waarschijnlijk kreeg zij, zoals alle jonge meisjes van hoge adellijke afkomst, ook een opleiding in zang en dans.

## Huwelijkskandidaten
Toen Anna vijf jaar was begonnen haar ouders al plannen te maken voor een huwelijk. Ze werd officieel verloofd met Eduard de twaalfjarige prins van Wales, zoon van Eduard IV van Engeland, maar de moord op de kroonprins een jaar later maakte een einde aan deze verloving. Maar aan kandidaten ontbrak het niet. Zo waren Hendrik VII van Engeland en Maximiliaan I van Oostenrijk geïnteresseerd, maar ook Jan IV van Chalon-Arlay en zelfs Lodewijk XII van Frankrijk die al getrouwd was, toonde interesse.
En dan was er Alain van Albret, een weduwnaar van 45 jaar die al acht wettige kinderen had uit een eerste huwelijk en bovendien nog vier buitenechtelijke kinderen. Alain van Albret was de halfbroer van Anna’s gouvernante Françoise de Dinan. Die lobbyde uiteraard heel sterk voor hem, maar Anna weigerde onomwonden. Haar vader, die stilaan seniel aan het worden was, werd door Albret en zijn halfzuster zeer zwaar onder druk gezet om dit huwelijk te laten doorgaan, maar hij stierf voordat het huwelijk gesloten kon worden.

## Erfopvolging in Bretagne
In Bretagne was origineel de Salische Wet niet van toepassing. De eerstgeborene was normaal opvolger van de hertogelijke kroon. Maar in 1365 werd bij het Verdrag van Guérande, dat een einde maakte aan de eerste Bretonse successieoorlog, beslist dat het hertogdom door de Montforts in mannelijke lijn overgeërfd zou worden, maar dat bij afwezigheid van een mannelijke erfgenaam, het hertogdom zou overgaan op de Penthièvres. Het verdrag had echter niet bepaald wat er moest gebeuren als in beide takken geen mannelijke erfgenamen waren, wat nu het geval was. De Franse koningen begonnen aan het einde van de 15e eeuw pogingen te doen om de delen van het kroondomein, die verloren gegaan waren door de apanage, terug te verwerven. Bretagne was een van hun eerste doelen omwille van het strategische belang als buffer tegen Engeland. Lodewijk XI van Frankrijk was de eerste die hiermee begon. Hij kocht van de familie Penthièvre de erfrechten op Bretagne voor 50.000 écu in 1480. Anna van Beaujeu bevestigde die aankoop, als regentes voor Karel VIII in 1485 bij de dood van Jan van Brosse, de echtgenoot van Nicole van Penthièvre. Karel VIII zou zich hierop beroepen om zijn aanspraken op Bretagne te rechtvaardigen. Frans II, Anna’s vader, liet Anna en haar zus Isabella erkennen als rechtmatige opvolgers door de Bretonse staten-generaal.

## De dwaze oorlog
De dwaze oorlog begon als een opstand van een aantal edelen onder leiding van Lodewijk van Orléans tegen het regentschap van Anna van Beaujeu over de minderjarige Karel VIII. Lodewijk van Orléans had hiervoor steun gezocht bij onder meer de hertog van Bretagne en René II van Lotharingen, maar ook bij Engeland, Spanje en Oostenrijk. 
In het tweede deel van deze revolte trok het Franse leger in 1487 Bretagne binnen op jacht naar Lodewijk van Orléans en Frans I van Longueville. Bij de vrede van Châteaubriant was een overeenkomst bereikt tussen de Franse koning en het merendeel van de Bretonse adel. De koninklijke troepen hadden ook toegezegd hertog Frans met rust te laten en Bretagne te verlaten zodra de opstandelingen gevat waren. In april probeerde Frans toch weer een leger te verzamelen maar het merendeel van de edelen weigerde mee te werken. Vervolgens werden op 20 januari 1488 de hertog van Orléans en de hertog van Bretagne door het Parlement van Parijs tot rebellen verklaard, hun vazalschap werd hun ontnomen, ze werden gewone burgers en werden beschuldigd van majesteitsschennis. 
Eind maart 1488 vielen de troepen van de koning Bretagne binnen. Er werden verschillende steden ingenomen en op 28 juli werd in de slag bij Saint-Aubin-du-Cormier de genadeslag toegebracht aan de Bretonse troepen. Op 7 augustus werd Dinan ingenomen en op 14 augustus werd het hertogelijk leger verslagen bij Saint-Malo en gaf de hertog zich over. Bij de Paix du Verger, getekend op 20 augustus 1488, werd onder meer bepaald dat de Franse koning zeggenschap kreeg over een toekomstig huwelijk van Anna. Haar vader stierf enkele weken daarna op 9 september in Couëron. Anna werd hertogin van Bretagne. Op 8 december annuleerde ze officieel het door haar vader geplande huwelijk met Albret, wat deze gewezen medestander van haar vader in een alliantie met de Franse koning dreef.

## Het huwelijk met Maximiliaan
Nog voor zijn overlijden had Frans II de assistentie van zijn dochters geregeld. Hij stelde Jan IV van Rieux aan als voogd en koos de kanselier van Bretagne Montauban, graaf van Commines en graaf van Dunois als Anna’s raadheren. Madame de Dinan bleef de gouvernante van Anna en haar zus. Maar het Frans-Bretonse conflict was niet afgelopen met de Paix du Verger. Frankrijk verklaarde Bretagne officieel de oorlog op 7 januari 1489. Met Montauban, Dunois en Raoul de Lornay ging Anna eerst naar Redon en vervolgens naar Nantes dat voor de Fransen bezet werd door Albret en maarschalk Rieux, nota bene haar voogd. Gezien ze in Nantes niet toegelaten werden, trokken ze verder naar Rennes, waar Anna zich op 10 februari in de kathedraal, als 12-jarige, liet kronen tot hertogin van Bretagne.
Tijdens het jaar 1490 voerde Anna onderhandelingen met Hendrik VII van Engeland, Ferdinand II van Aragon en Maximiliaan I van Oostenrijk om een liga te stichten tegen Karel VIII. De gesprekken werden afgerond op 27 oktober 1490. Via bemiddeling van Jan van Chalon, prins van Oranje, werd een huwelijk geregeld tussen Anna en Maximiliaan, toen al gekozen tot koning van het Roomse Rijk. Het huwelijk werd voltrokken op 19 december 1490 als een huwelijk met de handschoen. Ambassadeur Wolfgang van Polham vertegenwoordigde Maximiliaan als zijn volmachtdrager. Anna werd koningin van het Heilig Roomse Rijk en Maximiliaan werd hertog van Bretagne. De bedoeling van het huwelijk was in de eerste plaats om Bretagne te beschermen tegen de Fransen. Karel VIII was uiteraard niet tevreden met dit huwelijk, volgens le Paix du Verger, moest Anna trouwens toelating vragen voor een huwelijk en bovendien was Frankrijk nu volledig omsingeld door zijn vijanden.

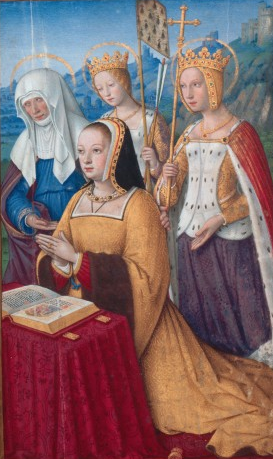
Jean Bourdichon: Anna van Bretagne in gebed folio 2 recto uit de Grote getijden van Anna van Bretagne

## Het huwelijk met Karel VIII
Anna vroeg meer troepen aan haar kersverse echtgenoot om Karel VIII uit Bretagne te verdrijven, maar die troepen kwamen er niet. Integendeel, op 4 april 1491 nam Karel officieel bezit van Nantes en begon met de belegering van Rennes, waar Anna resideerde. De troepen van Anna, vreemde soldeniers, waren al een poos niet betaald. Karel VIII betaalde hen niet, wat een massale desertie tot gevolg had. De stad gaf zich over op 15 november 1491. Karel stelde Anna een riant jaargeld voor als ze trouwde met een Frans edelman en haar hertogstitel afstond, maar Anna weigerde Bretagne te verlaten. Uiteindelijk vroeg de koning haar zelf ten huwelijk. De onderhandelingen begonnen op 6 november, een vredesverdrag werd getekend op 15 november en het huwelijkscontract werd afgesloten op 19 november. Het huwelijkscontract was niet echt gunstig voor Anna; het stipuleerde onder meer dat ze moest resideren aan het Franse hof en dat Bretagne naar de Franse koning zou gaan als zij stierf zonder erfgenaam. Als de koning zou sterven zonder erfgenaam, verbond Anna zich ertoe te hertrouwen met zijn opvolger. Karel werd hertog van Bretagne en Anna koningin van Frankrijk.
Voor het huwelijk kon plaatsvinden moest nog dispensatie gevraagd worden aan de paus omwille van bloedverwantschap en moest het vorige huwelijk met Maximiliaan ontbonden worden. Het huwelijk met Maximiliaan werd probleemloos ontbonden door paus Innocentius VIII omdat het nooit geconsummeerd was en Karel VIII verbrak de verloving met Margaretha van Oostenrijk, de dochter van Maximiliaan, die dateerde van 1482. Margaretha die aan het Franse hof verbleef, werd na de Vrede van Senlis op 13 juni 1493 naar haar vader teruggestuurd. In 1497 zou ze trouwen met Johan van Aragón, de kroonprins van Spanje.
De verloving vond plaats in Rennes op 19 november en het huwelijk in het kasteel van Langeais op 6 december 1491. De toestemming van de paus kwam pas op 15 februari 1492, maar was gedateerd op 15 december 1491. Na het huwelijk namen Karel en Anna hun intrek in het kasteel van Amboise en Anna werd tot koningin van Frankrijk gekroond in de kathedraal van Saint-Denis op 8 februari 1492. Tijdens haar huwelijk had Anna geen enkele macht; als Karel afwezig was, nam zijn zuster Anna van Beaujeu het regentschap waar en Karel zelf nam haar taak in Bretagne over. Haar enige taak was het voortbrengen van een erfgenaam. Karel ontbond de Staten-Generaal en verving de Bretonse kanselarij door een Franse. Ook de rechtbanken werden op Franse leest geschoeid. Via de verdragen van Étaples met Hendrik VII van Engeland op 3 november 1492, van Barcelona op 3 januari 1493 met Ferdinand II van Aragon en van Senlis op 23 mei 1493, herstelde Karel de vrede in Bretagne en met zijn buurstaten.
Op 10 oktober 1492 werd de dauphin Charles-Orland geboren. Na deze eerste volgden nog vier kinderen, van wie er twee doodgeboren werden en de twee andere binnen een maand overleden. Ook Charles-Orland werd niet ouder dan drie jaar; hij stierf op 16 december 1495 aan de pokken. 

Cordelière, Orde van de Dames van het Gordelkoord

Anna was de eerste Franse koningin die haar eigen hofhouding met dames organiseerde. Ze nodigde de vrouwen, waarvan de man reeds aan het hof was, uit als gezelschapsdame. In 1492 had ze zestien dames en achttien meisjes in haar hofhouding, in 1498 waren dat er al respectievelijk vijfenvijftig en eenenveertig. In de periode van 1506-1507 zullen het er in totaal honderdvijftig zijn. De meisjes kregen aan het hof een gedegen opvoeding. Om haar dames ertoe aan te sporen een kuis en godvruchtig leven te leiden, stichtte Anna in 1498 de Orde van de Dames van het Gordelkoord. De cordelière is een touw met knopen erin, dat de franciscanen om hun middel knopen, ter herinnering aan de passie van Jezus Christus, die met een dergelijk touw zou gebonden geweest zijn. In Frankrijk werd de orde van de franciscanen dan ook vaak de Cordeliers genoemd. Dit touw met knopen was al door haar grootvader Frans I van Bretagne aan zijn wapenschild toegevoegd ter ere van Sint-Franciscus, zijn patroonheilige. Haar vader had het embleem overgenomen. Anna maakte er een soort ridderorde van en de dames die geridderd werden kregen een gouden halssnoer met de geëmailleerde letters A van Anna en S van Charles (Karel gebruikte zelf de S als initiaal), aan elkaar verweven met zwarte draden.
Karel VIII stierf op 7 april 1498 nadat hij zijn voorhoofd had gestoten aan een deurpost toen hij met Anna naar buiten ging om een partijtje jeu de paume te bekijken. Na eerst nog een tijdje naar het spel te hebben gekeken, viel hij plots achteruit, verloor zijn spraakvermogen en bleef bewegingsloos liggen, zegt Philippe de Commynes in zijn kroniek. Waarschijnlijk viel hij in coma, volgens Commynes om twee uur in de namiddag en stierf hij negen uur later, naar alle waarschijnlijkheid aan een hersenbloeding.

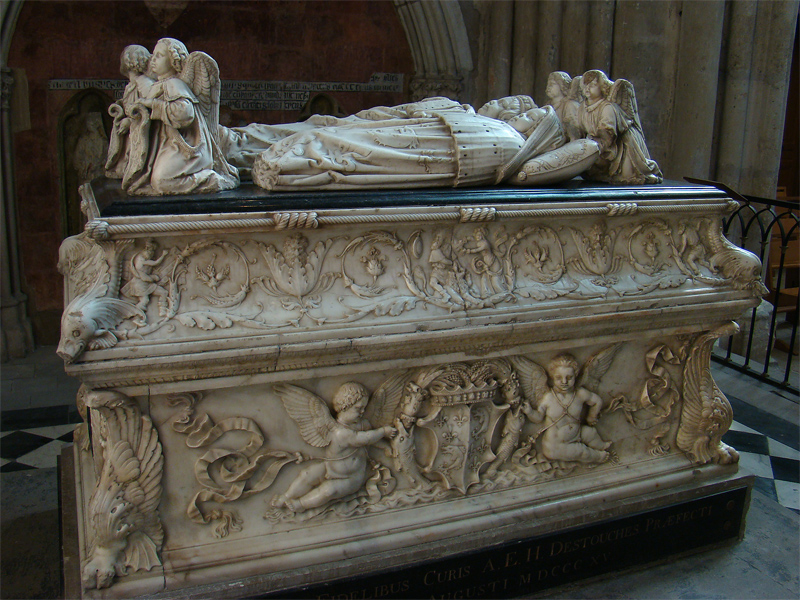
Tombe van de kinderen van Karel VIII en Anne van Bretagne in de kathedraal van Saint-Gatien in Tours

## Anna als weduwe
Zoals de traditie het wou, verbleef ze na de dood van Karel VIII vier maanden in het hôtel d’Etampes, maar ze nam onmiddellijk de draad van haar vroegere bezigheden in Bretagne weer op. Op 9 april restaureerde ze de Staten-Generaal van Bretagne en gaf opdracht om een nieuwe munt te slaan. Ze herstelde ook de oude Bretonse kanselarij, onder de leiding van Philippe de Montauban, ten nadele van de Franse. Ze was nu een welgestelde vrouw en voerde alleen en ongehinderd het bewind in haar hertogdom. Ze had de inkomsten van Bretagne en van de weduwgift van de overleden koning, die bestond uit de zouttaksen van Narbonne, Frontignan, Montpellier en Pézenas en de inkomsten van de Languedoc. Anna erfde ook alle goederen, meubels, serviezen en dergelijke die zij met Karel in gebruik had op het ogenblik van zijn overlijden. In augustus ging Anna naar Nantes waar ze op 28 september de Staten-Generaal bijeenriep en voorzat.

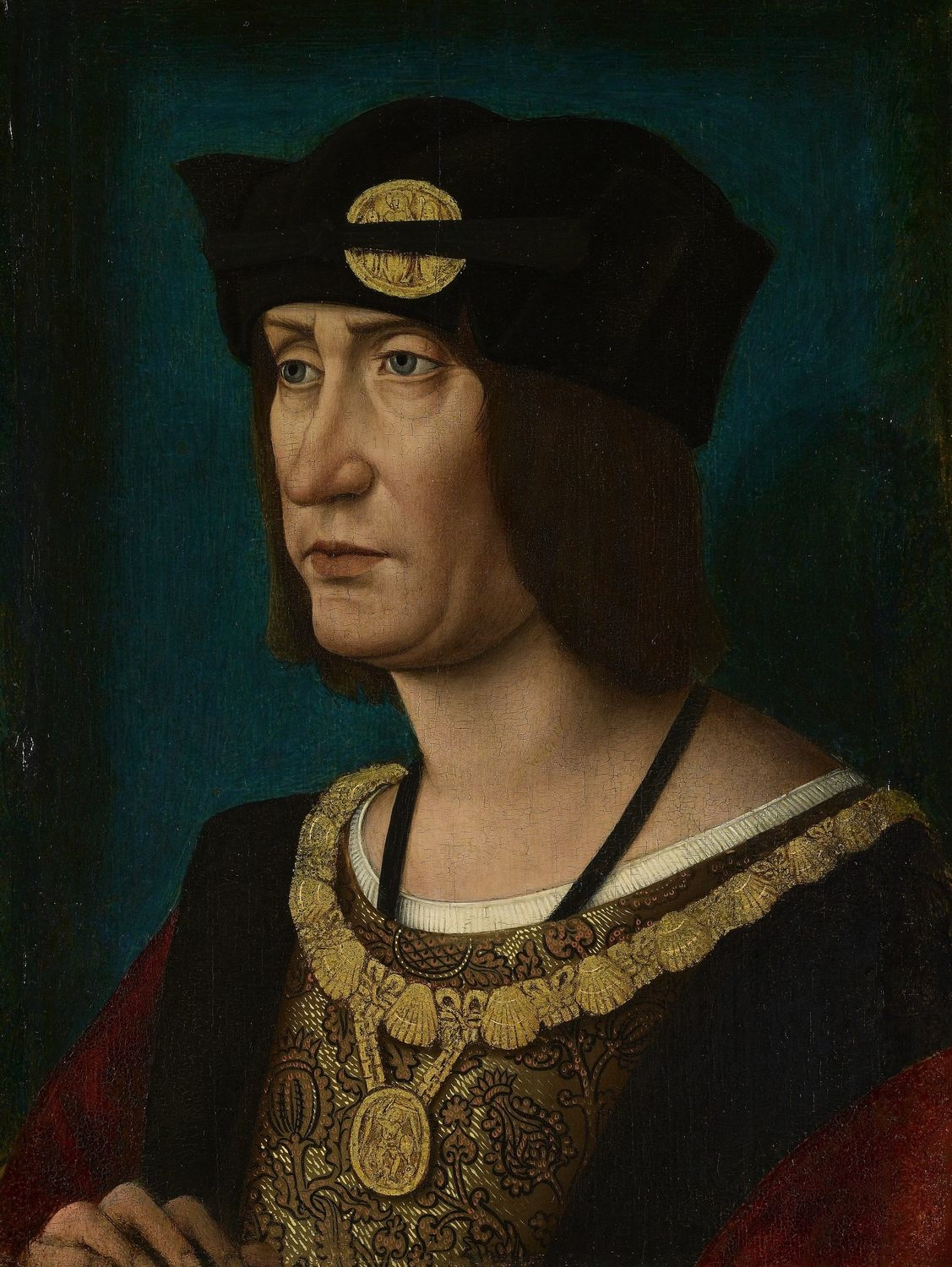
Lodewijk XII van Frankrijk

## Het huwelijk met Lodewijk XII
Het idee van een onafhankelijk Bretagne, met overvloedige financiële middelen en een geschiedenis van samenwerking met de vijanden van Frankrijk, was niet geruststellend voor de nieuwe Franse koning Lodewijk XII. Er wordt dus drie dagen na de dood van Karel VIII al overeengekomen dat Anna zal trouwen met Lodewijk XII. Deze moet wel eerst gescheiden raken van zijn vrouw Johanna van Frankrijk. Anna zal zelf haar goede relaties met paus Alexander VI gebruiken om het huwelijk te laten ontbinden, ze vindt onder andere een rijke bruid, Charlotte van Albret, voor Cesare Borgia de zoon van de paus en Lodewijk XII creëert voor hem het hertogdom van de Valentinois.
Anna staat in een totaal verschillende onderhandelingspositie bij de bespreking van het huwelijkscontract. Zo wordt afgesproken dat het huwelijk zal doorgaan in het kasteel van de hertogen van Bretagne in Nantes maar er wordt ook gesteld dat Bretagne onafhankelijk zal blijven en dat het tweede kind van het paar, mannelijk of vrouwelijk, hertog of hertogin van Bretagne zal worden. Indien er geen nakomelingen zouden zijn, zou het hertogdom toekomen aan haar familie. Ze blijft genieten van haar dotatie als koningin douairière van Karel VIII. Het contract wordt getekend op 7 januari 1499 en de dag daarna, op 8 januari 1499, wordt het huwelijk gesloten.
Vier kinderen werden uit dit huwelijk geboren, waarvan slechts twee dochters de volwassenheid bereikten: Claude op 15 oktober 1499 en Renée op 25 oktober 1510. Twee andere kinderen werden doodgeboren in 1503 en 1512.

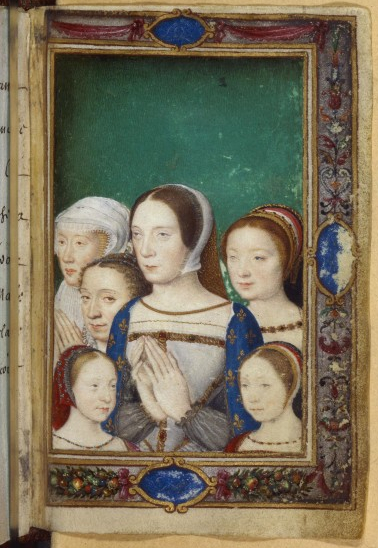
Claude van Frankrijk met haar kinderen

Een blijde intrede in Parijs was voorzien in 1499 maar ging nooit door. Anna werd wel voor een tweede maal tot koningin van Frankrijk gekroond op 17 november 1504, en bij die gelegenheid maakte zij alsnog haar intrede in Parijs.
Op 10 augustus 1501 wordt Claude verloofd met Karel van Luxemburg, de latere keizer Karel V, toen één jaar oud, om in het kader van de Italiaanse Oorlogen de banden met Spanje aan te halen. De overeenkomst wordt gesloten op 10 augustus 1501 en hernieuwd op 22 september 1504. Op 7 december 1504 brengen Filips de Schone en Johanna van Castilië, die op weg zijn naar Spanje, een bezoek aan Lodewijk en Anna op het kasteel van Blois en maken daar kennis met hun toekomstige schoondochter. Maar na een lange ziekte in 1505, laat Lodewijk in zijn testament opnemen dat Claude in het huwelijk moet treden met Frans van Angoulème de toekomstige Frans I. Hij laat zich trouwens op een bijeenkomst van de Staten-Generaal van het koninkrijk, in mei 1506, smeken om zijn dochter te laten trouwen met Frans. Anna zal zich tot op het einde tegen dit huwelijk verzetten, maar vier maanden na haar overlijden zal het huwelijk ingezegend worden.
Van juni tot september 1505 maakt Anna een rondreis door Bretagne, haar Tro Breizh. Daarbij brengt ze ook een bezoek aan Brest om La Cordellière, het vlaggenschip van de Bretonse vloot, dat zij had laten bouwen in 1501, te gaan bekijken. Na de geboorte van haar dochter Renée gaat haar gezondheid achteruit. Ze probeert in 1513 nog de onafhankelijkheid van Bretagne te redden door Renée aan te stellen als haar opvolgster en haar op haar beurt te verloven met Karel van Luxemburg, maar Lodewijk XII verzet zich hiertegen en sluit een verloving af met Ercole II d'Este de toekomstige hertog van Ferrara.

## Dood

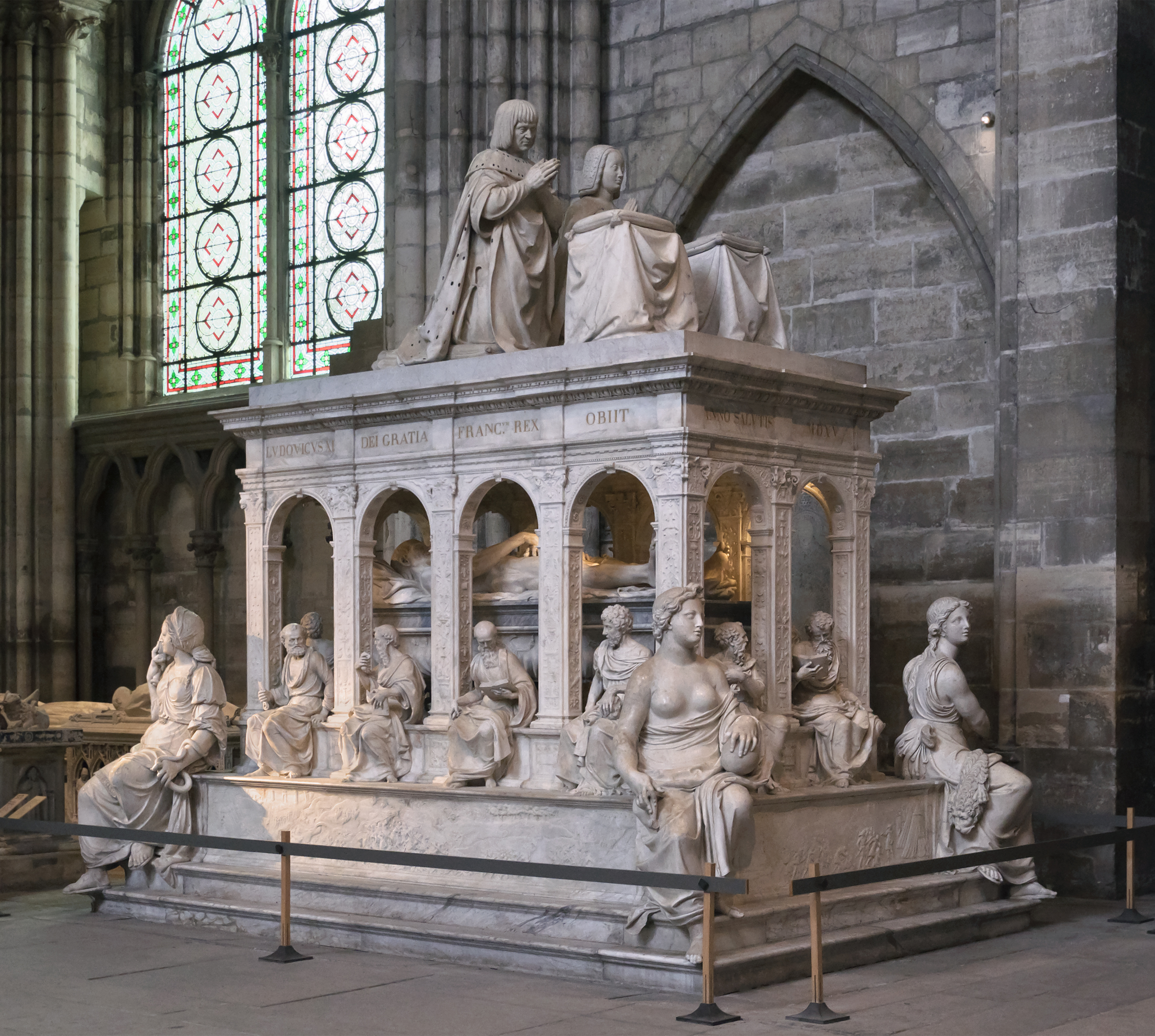
Tombe van Lodewijk XII en Anna van Bretagne in de Basiliek van Saint-Denis

Na een zoveelste bevalling in 1512 gaat haar gezondheid snel achteruit. In de winter van 1513/1514 kreeg zij last van niergruis of blaasgruis.  In haar testament vertrouwde zij – tegen alle verwachtingen in - de hoede van haar dochters en het beheer van haar bezittingen toe aan Louise van Savoye, de moeder van Frans I. Ze bepaalde ook dat haar hart moest begraven worden bij haar ouders in de kathedraal van Nantes. Op 2 januari 1514 kreeg zij een opnieuw een aanval - ditmaal erger dan alle vorige - die haar fataal zou worden. Anna van Bretagne overleed een week later in het kasteel van Blois, in het volle besef dat zij het geplande huwelijk tussen Claude en Frans niet zou kunnen verhinderen. Pas op 4 februari werd haar stoffelijk overschot met een rouwstoet overgebracht naar Parijs, waar het op 12 februari aankwam. Ze werd bijgezet in de basiliek van Saint-Denis. Lodewijk XII, die erg veel van zijn vrouw heeft gehouden, zoals blijkt uit hun briefwisseling, stierf een jaar later op 31 december 1514.
Anna moest bij haar overlijden nog zevenendertig worden. Ze stierf jong, maar van haar zevenendertig levensjaren had ze er zesentwintig geregeerd. Claude van Frankrijk erfde na haar dood haar hertogdom, maar in 1532 zou Frans I de definitieve eenmaking van Bretagne met Frankrijk laten bekrachtigen door het Parlement van Vannes. 

## Kwartierstaat (voorouders)
| Jan IV van Bretagne (1339-1399) | Jan IV van Bretagne (1339-1399) | Jan IV van Bretagne (1339-1399) | Jan IV van Bretagne (1339-1399) | Jan IV van Bretagne (1339-1399) | Jan IV van Bretagne (1339-1399) | Johanna van Navarra (1370-1437) | Johanna van Navarra (1370-1437) | Johanna van Navarra (1370-1437) | Johanna van Navarra (1370-1437) | Johanna van Navarra (1370-1437)   | Johanna van Navarra (1370-1437)   |                                   |                                   | Lodewijk I van Orléans (1372-1407) | Lodewijk I van Orléans (1372-1407) | Lodewijk I van Orléans (1372-1407) | Lodewijk I van Orléans (1372-1407) | Lodewijk I van Orléans (1372-1407) | Lodewijk I van Orléans (1372-1407) | Valentina Visconti (1370-1408)     | Valentina Visconti (1370-1408)     | Valentina Visconti (1370-1408) | Valentina Visconti (1370-1408) | Valentina Visconti (1370-1408) | Valentina Visconti (1370-1408) |  |  | Jan I van Foix-Grailly (ca. 1382-1436) | Jan I van Foix-Grailly (ca. 1382-1436) | Jan I van Foix-Grailly (ca. 1382-1436) | Jan I van Foix-Grailly (ca. 1382-1436) | Jan I van Foix-Grailly (ca. 1382-1436) | Jan I van Foix-Grailly (ca. 1382-1436) | Johanna van Albret (1403-1433)    | Johanna van Albret (1403-1433)    | Johanna van Albret (1403-1433) | Johanna van Albret (1403-1433) | Johanna van Albret (1403-1433)  | Johanna van Albret (1403-1433)  |                                 |                                 | Johan II van Aragón (1398-1479) | Johan II van Aragón (1398-1479) | Johan II van Aragón (1398-1479)    | Johan II van Aragón (1398-1479)    | Johan II van Aragón (1398-1479)    | Johan II van Aragón (1398-1479)    | Blanca I van Navarra (1387-1441)   | Blanca I van Navarra (1387-1441)   | Blanca I van Navarra (1387-1441) | Blanca I van Navarra (1387-1441) | Blanca I van Navarra (1387-1441) | Blanca I van Navarra (1387-1441) |  |  |  |  |  |  |  |  |  |  |  |  |  |  |  |  |  |  |  |  |  |  |  |  |  |  |  |  |  |  |  |  |  |  |  |  |  |  |  |  |  |  |  |  |  |  |  |  |
| Jan IV van Bretagne (1339-1399) | Jan IV van Bretagne (1339-1399) | Jan IV van Bretagne (1339-1399) | Jan IV van Bretagne (1339-1399) | Jan IV van Bretagne (1339-1399) | Jan IV van Bretagne (1339-1399) | Johanna van Navarra (1370-1437) | Johanna van Navarra (1370-1437) | Johanna van Navarra (1370-1437) | Johanna van Navarra (1370-1437) | Johanna van Navarra (1370-1437)   | Johanna van Navarra (1370-1437)   |                                   |                                   | Lodewijk I van Orléans (1372-1407) | Lodewijk I van Orléans (1372-1407) | Lodewijk I van Orléans (1372-1407) | Lodewijk I van Orléans (1372-1407) | Lodewijk I van Orléans (1372-1407) | Lodewijk I van Orléans (1372-1407) | Valentina Visconti (1370-1408)     | Valentina Visconti (1370-1408)     | Valentina Visconti (1370-1408) | Valentina Visconti (1370-1408) | Valentina Visconti (1370-1408) | Valentina Visconti (1370-1408) |  |  | Jan I van Foix-Grailly (ca. 1382-1436) | Jan I van Foix-Grailly (ca. 1382-1436) | Jan I van Foix-Grailly (ca. 1382-1436) | Jan I van Foix-Grailly (ca. 1382-1436) | Jan I van Foix-Grailly (ca. 1382-1436) | Jan I van Foix-Grailly (ca. 1382-1436) | Johanna van Albret (1403-1433)    | Johanna van Albret (1403-1433)    | Johanna van Albret (1403-1433) | Johanna van Albret (1403-1433) | Johanna van Albret (1403-1433)  | Johanna van Albret (1403-1433)  |                                 |                                 | Johan II van Aragón (1398-1479) | Johan II van Aragón (1398-1479) | Johan II van Aragón (1398-1479)    | Johan II van Aragón (1398-1479)    | Johan II van Aragón (1398-1479)    | Johan II van Aragón (1398-1479)    | Blanca I van Navarra (1387-1441)   | Blanca I van Navarra (1387-1441)   | Blanca I van Navarra (1387-1441) | Blanca I van Navarra (1387-1441) | Blanca I van Navarra (1387-1441) | Blanca I van Navarra (1387-1441) |  |  |  |  |  |  |  |  |  |  |  |  |  |  |  |  |  |  |  |  |  |  |  |  |  |  |  |  |  |  |  |  |  |  |  |  |  |  |  |  |  |  |  |  |  |  |  |  |
|                                 |                                 |                                 |                                 |                                 |                                 |                                 |                                 |                                 |                                 |                                   |                                   |                                   |                                   |                                    |                                    |                                    |                                    |                                    |                                    |                                    |                                    |                                |                                |                                |                                |  |  |                                        |                                        |                                        |                                        |                                        |                                        |                                   |                                   |                                |                                |                                 |                                 |                                 |                                 |                                 |                                 |                                    |                                    |                                    |                                    |                                    |                                    |                                  |                                  |                                  |                                  |  |  |  |  |  |  |  |  |  |  |  |  |  |  |  |  |  |  |  |  |  |  |  |  |  |  |  |  |  |  |  |  |  |  |  |  |  |  |  |  |  |  |  |  |  |  |  |  |
|                                 |                                 |                                 |                                 | Richard van Étampes (1396-1438) | Richard van Étampes (1396-1438) | Richard van Étampes (1396-1438) | Richard van Étampes (1396-1438) | Richard van Étampes (1396-1438) | Richard van Étampes (1396-1438) |                                   |                                   |                                   |                                   |                                    |                                    | Margaretha van Orléans (1406-1466) | Margaretha van Orléans (1406-1466) | Margaretha van Orléans (1406-1466) | Margaretha van Orléans (1406-1466) | Margaretha van Orléans (1406-1466) | Margaretha van Orléans (1406-1466) |                                |                                |                                |                                |  |  |                                        |                                        |                                        |                                        | Gaston IV van Foix (1423-1472)         | Gaston IV van Foix (1423-1472)         | Gaston IV van Foix (1423-1472)    | Gaston IV van Foix (1423-1472)    | Gaston IV van Foix (1423-1472) | Gaston IV van Foix (1423-1472) |                                 |                                 |                                 |                                 |                                 |                                 | Eleonora I van Navarra (1426-1479) | Eleonora I van Navarra (1426-1479) | Eleonora I van Navarra (1426-1479) | Eleonora I van Navarra (1426-1479) | Eleonora I van Navarra (1426-1479) | Eleonora I van Navarra (1426-1479) |                                  |                                  |                                  |                                  |  |  |  |  |  |  |  |  |  |  |  |  |  |  |  |  |  |  |  |  |  |  |  |  |  |  |  |  |  |  |  |  |  |  |  |  |  |  |  |  |  |  |  |  |  |  |  |  |
|                                 |                                 |                                 |                                 | Richard van Étampes (1396-1438) | Richard van Étampes (1396-1438) | Richard van Étampes (1396-1438) | Richard van Étampes (1396-1438) | Richard van Étampes (1396-1438) | Richard van Étampes (1396-1438) |                                   |                                   |                                   |                                   |                                    |                                    | Margaretha van Orléans (1406-1466) | Margaretha van Orléans (1406-1466) | Margaretha van Orléans (1406-1466) | Margaretha van Orléans (1406-1466) | Margaretha van Orléans (1406-1466) | Margaretha van Orléans (1406-1466) |                                |                                |                                |                                |  |  |                                        |                                        |                                        |                                        | Gaston IV van Foix (1423-1472)         | Gaston IV van Foix (1423-1472)         | Gaston IV van Foix (1423-1472)    | Gaston IV van Foix (1423-1472)    | Gaston IV van Foix (1423-1472) | Gaston IV van Foix (1423-1472) |                                 |                                 |                                 |                                 |                                 |                                 | Eleonora I van Navarra (1426-1479) | Eleonora I van Navarra (1426-1479) | Eleonora I van Navarra (1426-1479) | Eleonora I van Navarra (1426-1479) | Eleonora I van Navarra (1426-1479) | Eleonora I van Navarra (1426-1479) |                                  |                                  |                                  |                                  |  |  |  |  |  |  |  |  |  |  |  |  |  |  |  |  |  |  |  |  |  |  |  |  |  |  |  |  |  |  |  |  |  |  |  |  |  |  |  |  |  |  |  |  |  |  |  |  |
|                                 |                                 |                                 |                                 |                                 |                                 |                                 |                                 |                                 |                                 | Frans II van Bretagne (1435-1488) | Frans II van Bretagne (1435-1488) | Frans II van Bretagne (1435-1488) | Frans II van Bretagne (1435-1488) | Frans II van Bretagne (1435-1488)  | Frans II van Bretagne (1435-1488)  |                                    |                                    |                                    |                                    |                                    |                                    |                                |                                |                                |                                |  |  |                                        |                                        |                                        |                                        |                                        |                                        |                                   |                                   |                                |                                | Margaretha van Foix (1458-1486) | Margaretha van Foix (1458-1486) | Margaretha van Foix (1458-1486) | Margaretha van Foix (1458-1486) | Margaretha van Foix (1458-1486) | Margaretha van Foix (1458-1486) |                                    |                                    |                                    |                                    |                                    |                                    |                                  |                                  |                                  |                                  |  |  |  |  |  |  |  |  |  |  |  |  |  |  |  |  |  |  |  |  |  |  |  |  |  |  |  |  |  |  |  |  |  |  |  |  |  |  |  |  |  |  |  |  |  |  |  |  |
|                                 |                                 |                                 |                                 |                                 |                                 |                                 |                                 |                                 |                                 | Frans II van Bretagne (1435-1488) | Frans II van Bretagne (1435-1488) | Frans II van Bretagne (1435-1488) | Frans II van Bretagne (1435-1488) | Frans II van Bretagne (1435-1488)  | Frans II van Bretagne (1435-1488)  |                                    |                                    |                                    |                                    |                                    |                                    |                                |                                |                                |                                |  |  |                                        |                                        |                                        |                                        |                                        |                                        |                                   |                                   |                                |                                | Margaretha van Foix (1458-1486) | Margaretha van Foix (1458-1486) | Margaretha van Foix (1458-1486) | Margaretha van Foix (1458-1486) | Margaretha van Foix (1458-1486) | Margaretha van Foix (1458-1486) |                                    |                                    |                                    |                                    |                                    |                                    |                                  |                                  |                                  |                                  |  |  |  |  |  |  |  |  |  |  |  |  |  |  |  |  |  |  |  |  |  |  |  |  |  |  |  |  |  |  |  |  |  |  |  |  |  |  |  |  |  |  |  |  |  |  |  |  |
|                                 |                                 |                                 |                                 |                                 |                                 |                                 |                                 |                                 |                                 |                                   |                                   |                                   |                                   |                                    |                                    |                                    |                                    |                                    |                                    |                                    |                                    |                                |                                |                                |                                |  |  |                                        |                                        |                                        |                                        |                                        |                                        |                                   |                                   |                                |                                |                                 |                                 |                                 |                                 |                                 |                                 |                                    |                                    |                                    |                                    |                                    |                                    |                                  |                                  |                                  |                                  |  |  |  |  |  |  |  |  |  |  |  |  |  |  |  |  |  |  |  |  |  |  |  |  |  |  |  |  |  |  |  |  |  |  |  |  |  |  |  |  |  |  |  |  |  |  |  |  |
|                                 |                                 |                                 |                                 |                                 |                                 |                                 |                                 |                                 |                                 |                                   |                                   |                                   |                                   |                                    |                                    |                                    |                                    |                                    |                                    |                                    |                                    |                                |                                |                                |                                |  |  |                                        |                                        |                                        |                                        |                                        |                                        |                                   |                                   |                                |                                |                                 |                                 |                                 |                                 |                                 |                                 |                                    |                                    |                                    |                                    |                                    |                                    |                                  |                                  |                                  |                                  |  |  |  |  |  |  |  |  |  |  |  |  |  |  |  |  |  |  |  |  |  |  |  |  |  |  |  |  |  |  |  |  |  |  |  |  |  |  |  |  |  |  |  |  |  |  |  |  |
|                                 |                                 |                                 |                                 |                                 |                                 |                                 |                                 |                                 |                                 |                                   |                                   |                                   |                                   |                                    |                                    |                                    |                                    | Anna van Bretagne (1477–1515)      | Anna van Bretagne (1477–1515)      | Anna van Bretagne (1477–1515)      | Anna van Bretagne (1477–1515)      | Anna van Bretagne (1477–1515)  | Anna van Bretagne (1477–1515)  |                                |                                |  |  |                                        |                                        | Isabella van Bretagne (1481-1490)      | Isabella van Bretagne (1481-1490)      | Isabella van Bretagne (1481-1490)      | Isabella van Bretagne (1481-1490)      | Isabella van Bretagne (1481-1490) | Isabella van Bretagne (1481-1490) |                                |                                |                                 |                                 |                                 |                                 |                                 |                                 |                                    |                                    |                                    |                                    |                                    |                                    |                                  |                                  |                                  |                                  |  |  |  |  |  |  |  |  |  |  |  |  |  |  |  |  |  |  |  |  |  |  |  |  |  |  |  |  |  |  |  |  |  |  |  |  |  |  |  |  |  |  |  |  |  |  |  |  |

- Biblioteca Nacional de España: XX5389912
- Bibliothèque nationale de France: cb11940258j (data)
- Gemeinsame Normdatei: 119020688
- International Standard Name Identifier: 0000 0001 1568 4415
- Library of Congress Control Number: n92059537
- Nationale Bibliotheek van Tsjechië: ola2002145204
- Nationale Bibliotheek van Israël: 987007257708505171
- Nationale Bibliotheek van Polen: a0000001180702
- Nederlandse Thesaurus van Auteursnamen: 191370770
- LIBRIS: 211469
- Système universitaire de documentation: 027339009
- Virtual International Authority File: 44273323
- WorldCat: E39PBJh8PvHxmXMKrvVfrPT4MP